# 1950–1951-es magyar jégkorongbajnokság
A 14. első osztályú jégkorong bajnokságban nyolc csapat indult el. A mezőnyt az 1949–50-es másodosztályú bajnokság csapataival töltötték fel. A bajnokságra nevezett a TFSE is, de végül a játékosok nem vállalták a szereplést a nagy tudásbeli különbség miatt.
Ez a szezon is bővelkedett a csapatok névcseréjében. A tavalyi bajnok Meteor Mallerd Vörös Meteorként, az ÉDOSZ Budapesti Kinizsiként, a Textiles Vörös Lobogóként, a MÉMOSZ Budapesti Építőkként, a Lombik Budapesti Szikraként, az EMÉRT pedig Vörös Meteor II.-ként szerepelt a bajnokságban.
A mérkőzéseket 1951 első két hónapjában rendezték a Városligeti Műjégpályán. A bajnokságot a Bp. Kinizsi nyerte meg pontveszteség nélkül, akiket a dobogón a Vörös Meteor és a Vörös Lobogó követett.

## OB I. 1950–1951
|    | Csapat           | M | GY | D | V | GK    | Pont |
| -- | ---------------- | - | -- | - | - | ----- | ---- |
| 1. | Bp. Kinizsi      | 7 | 7  | 0 | 0 | 85–14 | 14   |
| 2. | Vörös Meteor     | 7 | 6  | 0 | 1 | 57–9  | 12   |
| 3. | Vörös Lobogó     | 7 | 5  | 0 | 2 | 83–17 | 10   |
| 4. | Bp. Építők       | 7 | 4  | 0 | 3 | 41–32 | 8    |
| 5. | Bp. Postás       | 7 | 3  | 0 | 4 | 29–23 | 6    |
| 6. | Bp. Szikra       | 7 | 2  | 0 | 5 | 17–58 | 4    |
| 7. | Vörös Meteor II. | 7 | 1  | 0 | 6 | 13–71 | 2    |
| 8. | Kispesti Postás  | 7 | 0  | 0 | 7 | 7–108 | 0    |

## A Budapesti Kinizsi bajnokcsapata
Ádám András, Bán József, Duppai, Ember, Futó Károly, Háray Béla, Kneusel Emil, Margó György, Pozsonyi Lajos, Rajkai László, Rancz Sándor, Siraki Lóránt, Szende I. János, Szőgyén István
Játékosedző: Háray Béla